# Quammruddin Nagar
Quammruddin Nagar es una ciudad censal situada en el distrito de Delhi occidental,  en el territorio de la capital nacional,  Delhi (India). Su población es de 25126 habitantes (2011). 

## Demografía
Según el censo de 2011 la población de Quammruddin Nagar era de 25126habitantes, de los cuales 13530 eran hombres y 11596 eran mujeres. Quammruddin Nagar tiene una tasa media de alfabetización del 86,88%, superior a la media estatal del 86,21%: la alfabetización masculina es del 92,55%, y la alfabetización femenina del 80,29%.